# ТЕС Хантлі
ТЕС Хантлі — теплова електростанція на півночі Нової Зеландії.
У 1981, 1983, 1984 та 1985 роках на майданчику станції ввели в дію чотири однотипні конденсаційні енергоблоки, кожен з яких мав парову турбіну потужністю по 250 МВт.
У 2004-му станцію доповнили встановленою на роботу у відкритому циклі газовою турбіною потужністю 51 МВт.
У 2007-му ввели в дію парогазовий блок комбінованого циклу потужністю 403 МВт, в якому одна газова турбіна потужністю 250 МВт живить через котел-утилізатор одну парову турбіну з показником 153 МВт. Паливна ефективність цього блоку становить 56 % проти 37 % у конденсаційних блоків
У 2012-му конденсаційний блок № 3 вивели з експлуатації.
Конденсаційні блоки одразу були спроєктовані з розрахунку на використання двох видів палива — вугілля, яке подали з місцевої копальні Ротоваро по конвеєру завдовжки 10 кілометрів, та природного газу, що надходить на північ країни по газопроводу Мауї. Парогазовий блок та газотурбінна установка розраховані на природний газ.
Також можливо відзначити, що в 2020-х роках на тлі падіння видобутку газу ТЕС Хантлі дедалі більше залежить від вугілля, при цьому останнє вже переважно імпортується.
Для видалення продуктів згоряння конденсаційних блоків призначені два димарі заввишки по 150 метрів.
Для охолодження використовують воду з річки Ваїкато.
Видача продукції відбувається під напругою 220 кВ.